# برل برانت
برل برانت (انگلیسی: Berle Brant؛ زادهٔ ۲۶ سپتامبر ۱۹۸۹) بازیکن فوتبال اهل استونی است.
وی همچنین در تیم ملی فوتبال Estonia بازی کرده‌است.